# Ralph Kronig

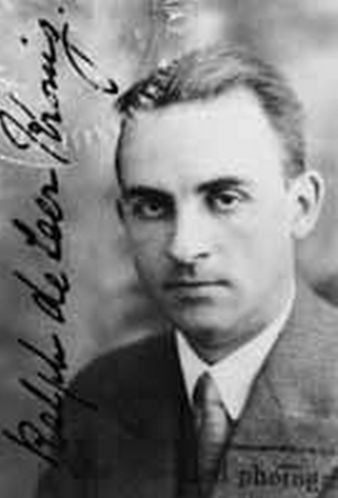
Ralph Kronig.

Ralph Kronig (10 de marzo de 1904-16 de noviembre de 1995) fue un físico alemán-estadounidense, conocido por el descubrimiento del espín de las partículas y por su teoría de la espectroscopia de absorción de los rayos X. Sus teorías incluyen el modelo de Kronig-Penney (modelo K-P) y la relación de Kramers-Kronig.
Ralph Kronig nació el 10 de marzo de 1904 en Dresde, Alemania. Recibió su educación primaria y secundaria en Dresde; a continuación, viajó a Nueva York para estudiar en la Universidad de Columbia, donde obtuvo su doctorado el 7 de febrero de 1925.
El 9 de enero de 1925, Kronig llega a Tubinga y pasa los siguientes diez meses en el Instituto Niels Bohr. Cuando recibe una carta de Wolfgang Pauli para explicar la necesidad de asignar a cada electrón de un átomo cuatro números cuánticos, Kronig encontró la idea de un electrón que gira sobre sí mismo. Pero Pauli ridiculizó la noción de giro: "Esta es sin duda una idea muy inteligente, dijo Pauli, pero la naturaleza no es así." Desalentado, Kronig no publicó su idea.
En diciembre de 1925 Kronig estaba de vuelta a Nueva York, donde se unió al departamento de física de la Universidad de Columbia en enero de 1926, primero como profesor, después como profesor asistente. En 1927 Kronig finalmente abandona Estados Unidos para trabajar en diversos centros de investigación líderes en Copenhague, Londres y Zúrich (donde fue ayudante durante un año de Pauli). Alrededor de 1930, se trasladó a los Países Bajos y trabaja desde 1931 en la Universidad Técnica de Delft, como profesor asociado y desde 1939 como profesor, una posición que mantuvo hasta su jubilación en 1969. La Medalla Max Planck le fue concedida en 1962. Murió en Zeist, el 16 de noviembre de 1995 a la edad de 91 años.